# Aardopwarmingsvermogen
Aardopwarmingsvermogen is een aanduiding voor de mate waarin een broeikasgas kan bijdragen tot de klimaatopwarming. De internationaal gebruikte afkorting is GWP (van global warming potential). Het is een relatieve maat, die het aardopwarmingsvermogen van een broeikasgas aangeeft vergeleken met dat van koolstofdioxide (CO2); meer bepaald, het opwarmingsvermogen in een periode van 100 jaar van 1 kg van het gas ten opzichte van 1 kg CO2. Minder vaak worden ook de perioden 20 en 500 jaar gebruikt.
Het aardopwarmingsvermogen is afhankelijk van de gebruikte tijdsperiode; voor sommige gassen vergroot het wanneer een langere tijdsperiode wordt beschouwd, voor andere gassen verkleint het; dit hangt af van de levensduur van de gassen in de atmosfeer. De snelheid waarmee de concentratie van een gas in de atmosfeer vermindert in de tijd is niet altijd even goed bekend en daarom zijn niet alle waarden van het aardopwarmingsvermogen even betrouwbaar.
Ook is het afhankelijk van in welk deel van het spectrum een gas absorbeert. Als een ander gas op dezelfde plaats actief is, zal er minder straling over blijven om te absorberen en zal de GWP dus lager zijn. 
Het aardopwarmingsvermogen van koolstofdioxide is per definitie gelijk aan 1.

## Aardopwarmingsvermogen van enkele broeikasgassen
De berekende GWP-waarden voor broeikasgassen worden gepubliceerd in de rapporten van de Intergouvernementele Werkgroep inzake Klimaatverandering (IPCC). Enkele waarden die in het rapport van 2007 en 2013 werden gepubliceerd, zijn hieronder weergegeven:

### Eenvoudige gassen
| Stofnaam        | Chemische formule | Aardopwarmingsvermogen (waarden 2007 tussen haakjes) |
| --------------- | ----------------- | ---------------------------------------------------- |
| koolstofdioxide | CO2               | 1 (1)                                                |
| methaan         | CH4               | 28 (25)                                              |
| distikstofoxide | N2O               | 265 (298)                                            |

### Gefluoreerde stoffen
| Stofnaam                      | Chemische formule | Aardopwarmingsvermogen |
| ----------------------------- | ----------------- | ---------------------- |
| Zwavelhexafluoride            | SF6               | 23500 (22.800)         |
| fluorkoolwaterstoffen (HFK's) |                   |                        |
| HFK-23                        | CHF3              | 12 400 (14.800)        |
| HFK-32                        | CH2F2             | 677 (675)              |
| HFK-41                        | CH3F              | 116 (150)              |
| HFK-125                       | C2HF5             | 3 170 (3500)           |
| HFK-134a                      | CH2FCF3           | 1300 (1430)            |
| HFK-143a                      | C2H3F3            | 4 800 (4 470)          |
| HFK-152a                      | C2H4F2            | 138 (124)              |
| Perfluorkoolstoffen (PFK's)   |                   |                        |
| Perfluormethaan               | CF4               | 6630 (7390)            |
| Perfluorethaan                | C2F6              | 11 100 (12.200)        |
| Perfluorpropaan               | C3F8              | 8 900 (8830)           |
| Perfluorbutaan                | C4F10             | 9 200 (8860)           |
| Perfluorcyclobutaan           | c-C4F8            | 9 540 (10.300)         |

### Gechloreerde stoffen
| Stofnaam                           | Chemische formule | Aardopwarmingsvermogen (waarden 2007 tussen haakjes) |
| ---------------------------------- | ----------------- | ---------------------------------------------------- |
| Tetrachloorkoolstof                | CCl4              | 1730 (1400)                                          |
| Dichloormethaan                    | CH2Cl2            | 9 (8,7)                                              |
| Monochloormethaan (methylchloride) | CH3Cl             | 12 (13)                                              |

### Gebromeerde stoffen
| Stofnaam      | Chemische formule | Aardopwarmingsvermogen (waarden 2007 tussen haakjes) |
| ------------- | ----------------- | ---------------------------------------------------- |
| methylbromide | CH3Br             | 2 (5)                                                |
| Halon-1211    | CBrClF2           | 4590 (1890)                                          |
| Halon-1301    | CBrF3             | 7800 (7140)                                          |

### Ethers
| Stofnaam      | Chemische formule | Aardopwarmingsvermogen (waarden 2007 tussen haakjes) |
| ------------- | ----------------- | ---------------------------------------------------- |
| dimethylether | CH3OCH3           | (1)                                                  |
| HFE-125       | CHF2OCF3          | 12.400 (14.900)                                      |
| HFE-134       | CHF2OCHF2         | 5560 (6320)                                          |
| HFE-143a      | CH3OCF3           | 523 (756)                                            |